# Eugenio Garin
Eugenio Garin (Rieti, 9 de maio de 1909 - Florença, 29 de dezembro de 2004) foi um historiador, filólogo e filósofo italiano internacionalmente reconhecido por seus estudos sobre a história cultural da Renascença. Garin estudou filosofia na Universidade de Florença, graduando-se em 1929. Após ser professor de filosofia no licei scientifici di Palermo e na Universidade de Cagliari, Garin lecionou a partir de 1949 na Universidade de Florença, onde, então, construiu a sua trajetória acadêmica voltada para a cultura filosófica do medievo e da Renascença.

## Publicações
- Giovanni Pico della Mirandola (1937);
- Il Rinascimento italiano (1941);
- L'Umanesimo italiano (1952);
- Medioevo e rinascimento (1954);
- Cronache di filosofia italiana (1900-1943) (1955);
- L'educazione in Europa 1400-1600 (1957);
- La filosofia come sapere storico (1959);
- La cultura italiana tra Ottocento e Novecento (1962);
- Scienza e vita civile nel Rinascimento italiano (1965);
- Ritratti di umanisti (Firenze: Sansoni 1967);
- Dal Rinascimento all'Illuminismo, (1970);
- Intellettuali italiani del XX secolo, (1974);
- Rinascite e rivoluzioni (1975);
- Lo zodiaco della vita, (1976);
- Filosofia e scienze nel Novecento, (1978);
- Tra due secoli (1983);
- Ermetismo del Rinascimento (1988);
- Umanisti artisti scienziati. Studi sul Rinascimento italiano (1989);
- Gli editori italiani tra Ottocento e Novecento (1991);

## Ligação externa
- Biografia de Eugenio Garin